# Violence sexuelle dans le couple
La violence sexuelle dans le couple est une violence sexuelle qui consiste, pour un partenaire, à imposer un contact ou un acte sexuel non consensuel dans l'intention de contrôler l'autre par la peur, les menaces ou la violence. Cette agression fait partie des violences familiales et les femmes en sont les principales victimes.

## Violences familiales et abus sexuel
La violence sexuelle familiale, comme un rapport sexuel forcé ou un viol conjugal, peut s'inscrire dans le cadre d'une violence physique mais ce n'est pas systématique. Au Mexique et aux États-Unis, des études estiment que 40 % à 52 % des femmes victimes de violence physique dans leur couple subissent aussi les violences sexuelle de leur partenaire,.
La violence sexuelle dans le couple peut avoir lieu sans violence physique. Dans l'État indien de l'Uttar Pradesh, sur un échantillon représentatif de 6 000 hommes, 7 % déclarent avoir subi des agressions physiques et sexuelles par leur épouse, 23 % qu'ils commettent des violences sexuelles sans violences physiques et 17 % qu'ils commettent la violence physique seule.
D'après ONU Femmes, la proportion de femmes victimes d'agression physique et/ou sexuelle dans le couple est estimée à environ 70 %.

## Types de contraintes
Les agresseurs emploient plusieurs procédés pour commettre des abus sexuels sur leur partenaire.

### Contrainte émotionnelle
Les agresseurs peuvent recourir à des menaces, de la manipulation, du harcèlement ou ignorer délibérément leur partenaire. D'après une étude, les contraintes de cet ordre sont comparables à celles qui prévalent lors d'un viol.

### Menaces contre un tiers
L'agresseur déclare que son ou sa partenaire doit se plier à sa volonté ou qu'il infligera des souffrances à des personnes chères à son ou sa partenaire.

### Menaces de blessures
L'agresseur menace d'infliger des souffrances à sa victime, soit de ses propres mains, soit en recourant à des tiers.

### Contrainte physique
Un agresseur emploie la force s'il recourt à des objets, des substances et son propre corps pour obtenir un acte sexuel. De nombreux homicides au sein du couple sont précédés d'actes sexuels obtenus par contrainte physique.

## Effets sur la santé
La violence sexuelle dans le couple est corrélée à de graves conséquences pour la santé sexuelle, physique, psychologique et reproductrice de la victime,,. La durée de ces effets négatifs est variable.
Les femmes victimes de violence dans le couple sont fortement exposées à une contamination par le virus d'immunodéficience humain ou d'autres infections sexuellement transmissibles,,. En effet, les hommes violents dans l'intimité ont tendance à adopter des conduites à risque, comme la multiplication des partenaires.
En outre, les femmes victimes de violence sexuelle de couple risquent de vivre une grossesse non désirée, un avortement, une fausse couche et la mortinatalité. Elles risquent aussi de devenir infertiles.
Les victimes jeunes de ces violences peuvent adopter des conduites dangereuses comme l'abus d'alcool et de drogues.
Les enfants témoins de violences sexuelles dans le couple vivent de profondes atteintes psychologiques. Ils peuvent développer des problèmes de troubles de stress post-traumatique, de dépression et d'anxiété. En outre, ils sont susceptibles d'intégrer ces violences dans leur système de valeurs si elles sont banalisées.

## Prévalence par pays
| Pourcentage des femmes adultes qui signalent une agression sexuelle par un partenaire recensement d'après un échantillon de la population 1989 - 2000 | Pourcentage des femmes adultes qui signalent une agression sexuelle par un partenaire recensement d'après un échantillon de la population 1989 - 2000 | Pourcentage des femmes adultes qui signalent une agression sexuelle par un partenaire recensement d'après un échantillon de la population 1989 - 2000 | Pourcentage des femmes adultes qui signalent une agression sexuelle par un partenaire recensement d'après un échantillon de la population 1989 - 2000 | Pourcentage des femmes adultes qui signalent une agression sexuelle par un partenaire recensement d'après un échantillon de la population 1989 - 2000 | Pourcentage des femmes adultes qui signalent une agression sexuelle par un partenaire recensement d'après un échantillon de la population 1989 - 2000 | Pourcentage des femmes adultes qui signalent une agression sexuelle par un partenaire recensement d'après un échantillon de la population 1989 - 2000 |
| Pays | Population analysée | Année | Nombre de personnes interrogées | Agressions ou tentatives d'agression au cours de 12 derniers mois                                                                                     | Agressions ou tentatives d'agression au cours d'une vie                                                                                               | Agressions effectives subies au cours d'une vie |
| --- | --- | --- | --- | --- | --- | --- |
| Brésil | São Paulo | 2000 | 941 | 2.8% | 10.1% | |
| Brésil | Pernambouc | 2000 | 1188 | 5.6% | 14.3% | |
| Canada, | à l'échelle nationale | 1993 | 12300 | | 8.0% | |
| Canada, | Toronto | 1991 to 1992 | 420 | | 15.3% | |
| Chili | Santiago du Chili | 1997 | 310 | 9.1% | | |
| Finlande | à l'échelle nationale | 1997 to 1998 | 7051 | 2.5% | 5.9% | |
| Japon | Yokohama | 2000 | 1287 | 1.3% | 6.2% | |
| Indonésie | Java central | 1999 to 2000 | 765 | 13.0% | | 22.0% |
| Mexique | Durango | 1996 | 384 | | 42.0% | |
| Mexique | Guadalajara | 1996 | 650 | 15.0% | 23.0% | |
| Nicaragua, | León | 1993 | 360 | | 21.7% | |
| Nicaragua, | Managua | 1997 | 378 | 17.7% | | |
| Pérou | Lima | 2000 | 1086 | 7.1% | 22.5% | |
| Pérou | Cuzco | 2000 | 1534 | 22.9% | 46.7% | |
| Porto Rico | à l'échelle nationale | 1993 to 1996 | 7079 | | | 5.7% |
| Suède | Umeå | 1991 | 251 | | | 7.5% |
| Suisse | à l'échelle nationale | 1994 to 1995 | 1500 | | 11.6% | |
| Thaïlande | Bangkok | 2000 | 1 051 | 17.1% | 29.9% | |
| Thaïlande | Nakhon Sawan | 2000 | 1027 | 15.6% | 28.9% | |
| Turquie | Anatolie de l'Est et du Sud-Est | 1998 | 599 | | | 51.9% |
| Royaume-Uni, | Angleterre, Écosse et Pays de Galles | 1989 | 1007 | | | 14.2% |
| Royaume-Uni, | North London | 1993 | 430 | 6.0% | 23.0% | |
| États-Unis | à l'échelle nationale | 1995 to 1996 | 8000 | 0.2% | 7.7% | |
| Cisjordanie and Bande de Gaza | Palestiniens | 1995 | 2410 | 27.0% | | |
| Zimbabwe | Province des Midlands | 1996 | 966 | | 25.0% | |

### Documentation
- Maïa Mazaurette, « Les violences sexuelles au sein du couple, on en parle ? », sur lemonde.fr, 8 décembre 2019 (consulté le 9 décembre 2019)